# Joshua Dallas
Joshua Paul Dallas (Louisville, Kentucky; 18 de diciembre de 1978) es un actor y artista musical estadounidense que interpretó a Fandral en Thor, una adaptación cinematográfica basada en el personaje de Marvel Comics. También protagonizó la serie de televisión de ABC; Once Upon a Time como el Príncipe Encantador/David Nolan.

## Primeros años
Dallas se graduó en 1997 a los 15 años de edad en la New Albany High School,Indiana,  donde estudió teatro con David Longest. Cuando tenía 16 años se ganó la beca Sarah Exley, la cual le financió en su totalidad sus estudios a nivel licenciatura en el Mountview Conservatoire para las Artes Escénicas en Londres.

## Carrera
Al graduarse, se unió a la Royal Shakespeare Company, luego tomó parte en el Royal National Theatre, English National Opera, New Shakespeare Company y The Young Vic.
Cuando regresó a los Estados Unidos, se asentó en Hollywood y en 2011 ganó popularidad como Fandral en Thor, después de que el actor irlandés Stuart Townsend se retirara del reparto unos días antes del inicio de la grabación. 
Como era un actor desconocido, se observa cierta especulación de que Dallas fuera seleccionado porque simplemente no había suficiente tiempo para encontrar un reemplazo mejor.
Para preparar el papel, Dallas vio a Errol Flynn como una fuente de inspiración (el personaje también fue creada sobre la base de Flynn), y ha visto muchas de sus películas.
En 2011, comenzó en la serie de televisión estadounidense Once Upon a Time, como Príncipe Encantador de la ABC.

## Vida personal
Dallas conoció a la actriz británica Lara Pulver en el año 2003 cuando llegó al Reino Unido con una beca de formación teatral. Se casaron en la Navidad del 2007. En diciembre del 2011 Josh reveló que estaban separados.
En mayo de 2012 se hizo pública su relación amorosa con su coprotagonista de la serie Once Upon a Time, la actriz Ginnifer Goodwin, quien interpretaba a su interés romántico en pantalla. El 9 de octubre de 2013 Josh le propuso matrimonio a Ginnifer en Los Ángeles y enviaron un comunicado dos días después a la revista People: "Estamos muy emocionados de anunciar nuestro compromiso y no podemos esperar para celebrar con nuestros amigos y familiares, incluyendo nuestra segunda familia de Once Upon a Time". El 12 de abril de 2014 celebró en una ceremonia privada en California su matrimonio con su coestrella Ginnifer Goodwin.
- El 20 de noviembre de 2013 - La pareja anunció que estaban esperando a su primer bebé juntos.[7] El 29 de mayo de 2014 - La pareja le dio la bienvenida a su primer hijo Oliver Finlay Dallas.

- En noviembre de 2015 - Se anunció que estaban esperando a su segundo hijo. El 1 de junio de 2016 - La pareja le dio la bienvenida a su segundo hijo al cual llamaron Hugo Wilson Dallas.

## Filmografía

### Cine
| Películas | Películas          | Películas              | Películas    |
| Año       | Título             | Papel                  | Notas        |
| --------- | ------------------ | ---------------------- | ------------ |
| 2008      | 80 Minutes         | Floyd                  | Protagonista |
| 2009      | The Boxer          | Ben                    | Protagonista |
| 2009      | The Descent Part 2 | Greg                   | Secundario   |
| 2010      | Ghost Machine      | Bragg                  | Voz          |
| 2011      | Thor               | Fandral                | Secundario   |
| 2012      | Red Tails          | Ryan                   | Secundario   |
| 2016      | Sidekick           | James / Captain Strong | Cortometraje |

### Televisión
| Series de Televisión | Series de Televisión           | Series de Televisión              | Series de Televisión                                                            |
| Año                  | Título                         | Papel                             | Notas                                                                           |
| -------------------- | ------------------------------ | --------------------------------- | ------------------------------------------------------------------------------- |
| 2006                 | Ultimate Force                 | Weaver                            | Un episodio                                                                     |
| 2008                 | Doctor Who                     | Node 2                            | Un episodio                                                                     |
| 2010                 | Money                          | Spunk Davies                      | Dos episodios                                                                   |
| 2010                 | Hawaii Five-0                  | Ben Bass                          | Un episodio                                                                     |
| 2010                 | CSI: Crime Scene Investigation | Kip Woodman                       | Un episodio                                                                     |
| 2011–2018            | Once Upon a Time               | Príncipe Encantador / David Nolan | Reparto principal: Temporadas 1-6 Invitado especial: Temporada 7; 135 episodios |
| 2011–2018            | Once Upon a Time               | Príncipe James                    | Temporadas 1, 2 y 5; 4 episodios                                                |
| 2018–2023            | Manifest                       | Ben Stone                         | Protagonista, 62 episodios Director del episodio "Romeo"                        |

### Películas para televisión
| TV Movies | TV Movies                        | TV Movies | TV Movies  |
| Año       | Título                           | Papel     | Notas      |
| --------- | -------------------------------- | --------- | ---------- |
| 2009      | The Last Days of Lehman Brothers | Ace       | Secundario |
| 2011      | Five                             | Henry     | Secundario |